# بطولة أوروبا لكرة الطائرة للرجال 2001
بطولة أوروبا لكرة الطائرة للرجال 2001 هو الموسم 22 من  بطولة أمم أوروبا للكرة الطائرة للرجال. أشرف على تنظيمه الاتحاد الأوروبي للكرة الطائرة، وكان عدد الأندية المشاركة فيه  12.